# Morinda pubiofficinalis
Morinda pubiofficinalis är en måreväxtart som beskrevs av Y.Z.Ruan. Morinda pubiofficinalis ingår i släktet Morinda och familjen måreväxter. Inga underarter finns listade i Catalogue of Life.